# Estagflação
Em Economia, Estagflação define-se como uma situação simultânea de estagnação econômica, ou até mesmo recessão, e altas taxas de inflação. Tal fenômeno é uma situação atípica do funcionamento regular da economia, pois o baixo nível de atividade econômica costuma vir acompanhado de uma queda na inflação devido a diminuição da demanda agregada.
A palavra tem origem durante a crise económica que assolou o mundo durante a década de 1970, de um lado pelo superaquecimento das economias dos “países desenvolvidos”, a partir da excessiva expansão de procura agregada, o que levou a pressões inflacionistas; do outro lado, pela redução da oferta agregada, a partir das restrições impostas pelos países produtores de petróleo, perdas de safras e redução das actividades em sectores que dependem do petróleo como matéria-prima, ou simplesmente como complemento, levando ao desemprego, provocando a "depreciação das moedas fortes" pelos "desinvestimentos" e "deseconomias de escala", patrocinada pelos grupos econômicos (OPEP, por exemplo) que estavam acima dos Estados.